# Senatsverwaltung für Arbeit, Soziales, Gleichstellung, Integration, Vielfalt und Antidiskriminierung
Die Berliner Senatsverwaltung für Arbeit, Soziales, Gleichstellung, Integration, Vielfalt und Antidiskriminierung (kurz: SenASGIVA) ist eine von zehn Fachverwaltungen des Berliner Senats im Range eines Landesministeriums und als solche Teil der Landesregierung sowie zuständige oberste Landesbehörde für die Arbeitsmarkt-, Sozial-, Gleichstellungs- und Integrationspolitik im deutschen Bundesland Berlin.

## Geschichte
Die erste Senatsverwaltung für Arbeit und Sozialwesen in Berlin gab es bereits ab dem Senat Schreiber 1953. Diese wurde erstmals 1981 aufgespaltet in die Senatsverwaltung für Arbeit und Betriebe und die Senatsverwaltung für Gesundheit, Soziales und Familie. Von 1999 bis 2002 und von 2006 bis 2011 waren beide Fachbereiche jeweils wieder in einer gemeinsamen Senatsverwaltung vereinigt. Am 8. Dezember 2016 entstand dann die Senatsverwaltung für Integration, Arbeit und Soziales durch Übergang des Geschäftsbereichs Soziales aus der ehemaligen Senatsverwaltung für Gesundheit und Soziales auf die damalige Senatsverwaltung für Arbeit, Integration und Frauen. Seit dem 27. April 2023 trägt die Senatsverwaltung ihren heutigen Namen.
Senatorin ist seit dem 27. April 2023 Cansel Kiziltepe (SPD). Sie wird durch die Staatssekretäre Micha Klapp (SPD), Aziz Bozkurt (SPD) und Max Landero (SPD) unterstützt.
Am 11. Juli 2023 wurde mit Alfonso Pantisano die erste „Ansprechperson Queeres Berlin“ auf einer Referentenstelle befristet bis 2026 in der Senatsverwaltung berufen. Kritisiert wurde, dass das Amt bis Ende der Legislaturperiode befristet und nicht mit einem Staatssekretärsrang ausgestattet ist.

## Aufgaben und Organisation
Die Senatsverwaltung für Arbeit, Soziales, Gleichstellung, Integration, Vielfalt und Antidiskriminierung ist untergliedert in fünf Hauptabteilungen und eine Querschnittsabteilung für den Zentralen Service (Stand 2023):
- Abteilung I – Integration und Migration
- Abteilung II – Arbeit und berufliche Bildung (u. a. Arbeitsmarkt-, Tarif- und Qualifizierungspolitik)
- Abteilung III – Soziales (u. a. SGB II und XII sowie Eingliederungshilfe für Menschen mit Behinderung)
- Abteilung IV – Antidiskriminierung und Vielfalt
- Abteilung V – Frauen und Gleichstellung
- Abteilung ZS – Zentraler Service (u. a. Personal und Finanzen)